# Брольи
Брольи́, де Бройль (Broglie или Broglio) — старинная французская аристократическая семья пьемонтского происхождения. Прослеживается до Умбе́рто Броглиа (XIII век).

## Графы
Потомок Умберто в 10-м колене — генерал-маршал Франсуа́-Мари́, 1-й граф де Брольи (фр. François-Marie, comte de Broglie; 1611, Турин — 1656), граф де Брольи — переселился во Францию в 1643 году. Принимал участие в Тридцатилетней войне, погиб при осаде Валанса, посмертно произведён в маршалы Франции.
Его сын Викто́р-Мори́с (1646, Турин — 1727) принимал видное участие в войнах Людовика XIV, маршал Франции с 1724 года.

## Герцоги
1. Франсуа́-Мари́ (1671, Париж — 1745), сын Виктора-Мориса, с 1689 года принимал доблестное участие во всех походах в Нидерланды, Германию и Италию и получил в 1734 году звание маршала Франции, а в 1742 году — титул 1-го герцога де Брольи. С 1724 года в течение ряда лет служил послом Франции в Лондоне. Был женат на Терезе де Гранвиль (Therese de Granville) из богатой семьи судовладельцев.
2. Викто́р-Франсуа́ (1718, Париж — 1804, Мюнстер), 2-й герцог де Брольи, старший сын предыдущего. В октябре 1759 года стал маршалом Франции, также получил наследственный титул князя (или принца, Prince) Священной Римской империи. В 1796 году поступил на службу России, где получил чин генерал-фельдмаршала, но вскоре совершенно оставил общественную деятельность.
3. Аши́ль-Шарль-Лео́нс-Викто́р (1785, Париж — 1870, Париж), 3-й герцог де Брольи, внук предыдущего, старший сын принца де Брольи (см. ниже). Дважды занимал пост премьер-министра Франции, был также министром внутренних дел, министром духовных дел и народного просвещения и два раза — министром иностранных дел Франции. 

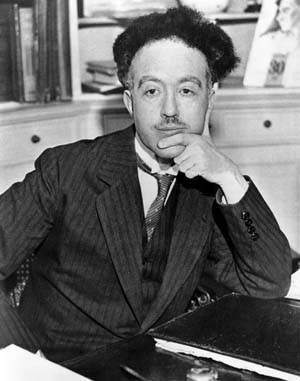
Луи, 7-й герцог де Бройль
4. Жак-Викто́р-Альбе́р (1821, Париж — 1901, Париж), 4-й герцог де Брольи, старший сын предыдущего от брака с дочерью госпожи де Сталь. Занимал посты министра иностранных дел, министра внутренних дел и премьер-министра Франции.
5. Луи́-Альфо́нс-Викто́р (1846, Рим — 1906, Париж), 5-й герцог де Брольи, старший сын предыдущего от брака с Полиной де Жалар де Брассак де Беарн.
6. Луи́-Сеза́р-Викто́р-Мори́с (1875, Париж — 1960, Нёйи-сюр-Сен), 6-й герцог де Брольи, старший сын предыдущего, французский физик. Детей не оставил.
7. Луи́-Викто́р-Пьер-Ремо́н (1892, Дьеп — 1987, Брольи), 7-й герцог де Брольи, младший брат предыдущего, известный французский физик, лауреат Нобелевской премии по физике «за открытие волновой природы электронов» (1929). Женат не был.
8. Викто́р-Франсуа́-Мари́-Лео́н (1949, Париж — 2012, Брольи), 8-й герцог де Брольи, сын Жана де Брольи, правнука Альбера, 4-го герцога. Унаследовал титул после смерти троюродного деда. Французский политик, мэр Брольи.
9. Филипп-Морис (род. 1960, Париж), 9-й герцог де Брольи, брат предыдущего.

## Другие представители семьи
- Шарль-Франсуа́ (1719, Париж — 1781), граф де Брольи и маркиз де Руффек, второй сын 1-го герцога. Храбро сражался в Германии под начальством старшего брата, в 1761 году защищал Кассель от графа Липпе. Людовик XV возложил на него управление своим тайным министерством. Несмотря на всё искусство, с которым он вёл это трудное дело, оно не могло не порождать величайших замешательств, так как тайное министерство нередко находилось в прямом противоречии с явным. Поэтому король для виду приказал ему оставить двор, а втайне поручил и в изгнании вести дело по-прежнему. В царствование Людовика XVI оставался не у дел.
- Шарль-Луи́-Викто́р (1756, Париж — 1794, Париж), принц де Брольи, граф де Граммон, сын 2-го герцога, отец 3-го герцога. Член Национального собрания (1789 год), приверженец реформ. После роспуска собрания он был прикомандирован к Рейнской армии. Когда же он отказался признать декреты 10 августа 1792 года, то был уволен в отставку, а впоследствии осуждён революционным трибуналом и 27 июня 1794 года гильотинирован. Был женат на графине Розен.
- Огюст (1783, Париж — 1805, Аустерлиц), принц де Брольи́-Реве́ль, внук 2-го герцога. Офицер л.-гв. Сёменовского полка, погиб в сражении под Аустерлицем. В память о нём и брате Шарле установлен обелиск в парке Монрепо.
- Альфо́нс-Габриэ́ль-Окта́в (1785, Париж — 1867), принц де Брольи́-Реве́ль, брат предыдущего.
- Шарль-Франсуа́-Ладисла́с (1788, Париж — 1813, Хелмно), принц де Брольи́-Реве́ль, брат предыдущих. Офицер л.-гв. Сёменовского полка, погиб в сражении под Кульмом.
- Сильверий (де Броль; 1799 — 1824 или 1829), дальний родственник герцогов[1], лицейский товарищ Пушкина, военный.
- Франческо Мария Брольа, шевалье де Казальборгоне (1750—1822), отец предыдущего.
- Мария Доменико Брольа, граф де Казальборгоне (1712—1794), отец предыдущего.
- Габриэ́ль-Мари́-Жозе́ф-Ансе́льм, праправнук вышеуказанного князя Октава де Брольи-Ревель. Историк, член Французской Академии.
- Луиза Альбертина де Брольи, графиня д’Оссонвиль (1818—1882) — французская писательница и историк, дочь герцога Виктора де Брольи, внучка Жермены де Сталь.